# Turun Palloseura 2016 (calcio)

## Stagione
Nella stagione 2016 il TPS ha disputato l'Ykkönen, seconda serie del campionato finlandese di calcio, terminando il torneo al secondo posto con 51 punti conquistati in 27 giornate, frutto di 16 vittorie, 3 pareggi e 8 sconfitte, accedendo così allo spareggio promozione/retrocessione contro i concittadini dell'Inter Turku, perso dopo la sconfitta per 2-0 nella partita di ritorno e rimanendo in seconda serie. In Suomen Cup è sceso in campo a partire dal quarto turno, ma venendo poi eliminato al quinto turno dopo i tiri di rigore dall'Honka.

## Organico

### Rosa
| N. |                      | Ruolo | Calciatore       |
| -- | -------------------- | ----- | ---------------- |
| 3  | Finlandia (bandiera) | D     | Juri Kinnunen    |
| 4  | Finlandia (bandiera) | D     | Rasmus Holma     |
| 5  | Finlandia (bandiera) | D     | Mikael Liespuu   |
| 7  | Finlandia (bandiera) | D     | Sami Rähmönen    |
| 9  | Finlandia (bandiera) | C     | Patrik Lomski    |
| 11 | Finlandia (bandiera) | C     | Jani Virtanen    |
| 12 | Finlandia (bandiera) | P     | Oskari Forsman   |
| 14 | Finlandia (bandiera) | A     | Eetu Leppänen    |
| 15 | Finlandia (bandiera) | D     | Miro Tenho       |
| 16 | Finlandia (bandiera) | C     | Santeri Peltola  |
| 17 | Finlandia (bandiera) | C     | Waltteri Peltola |
| 18 | Finlandia (bandiera) | A     | Mikko Hyyrynen   |
| 19 | Finlandia (bandiera) | A     | Oskari Jakonen   |

| N. |                      | Ruolo | Calciatore        |
| -- | -------------------- | ----- | ----------------- |
| 20 | Finlandia (bandiera) | A     | Riku Sjöroos      |
| 21 | Finlandia (bandiera) | D     | Niklas Friberg    |
| 22 | Finlandia (bandiera) | C     | Niklas Blomqvist  |
| 23 | Finlandia (bandiera) | A     | Roope Läpinen     |
| 24 | Finlandia (bandiera) | A     | Ilari Mettälä     |
| 25 | Finlandia (bandiera) | A     | Mauro Severino    |
| 26 | Finlandia (bandiera) | D     | Jonni Peräaho     |
| 27 | Finlandia (bandiera) | C     | Lucas Gabrielsson |
| 28 | Finlandia (bandiera) | D     | Juho Montola      |
| 29 | Finlandia (bandiera) | C     | Ilari Koljonen    |
| 30 | Finlandia (bandiera) | P     | Anton Lepola      |
| 32 | Finlandia (bandiera) | C     | Abukar Mohamed    |
| 35 | Finlandia (bandiera) | P     | Jere Aalto        |

## Risultati

### Ykkönen

#### Spareggio promozione/retrocessione
| Turku 26 ottobre 2016, ore 15:00 CEST | TPS              | 0 – 0 referto | Inter Turku | Paavo Nurmen stadion (4 216 spett.)\| Arbitro: \| Ville Nevalainen \| |
| Arbitro:                              | Ville Nevalainen |               |             |                                                                       |

| Arbitro: | Mattias Gestranius |

|                      |           |  |
| Manev 49’ Nebihi 88’ | Marcatori |  |

## Statistiche

### Statistiche di squadra
| Competizione | Punti | In casa | In casa | In casa | In casa | In casa | In casa | In trasferta | In trasferta | In trasferta | In trasferta | In trasferta | In trasferta | Totale | Totale | Totale | Totale | Totale | Totale | DR  |
| Competizione | Punti | G       | V       | N       | P       | Gf      | Gs      | G            | V            | N            | P            | Gf           | Gs           | G      | V      | N      | P      | Gf     | Gs     | DR  |
| ------------ | ----- | ------- | ------- | ------- | ------- | ------- | ------- | ------------ | ------------ | ------------ | ------------ | ------------ | ------------ | ------ | ------ | ------ | ------ | ------ | ------ | --- |
| Ykkönen      | 51    | 14      | 9       | 1       | 4       | 38      | 22      | 13           | 7            | 2            | 4            | 22           | 16           | 27     | 16     | 3      | 8      | 60     | 38     | +22 |
| Suomen Cup   | -     | 0       | 0       | 0       | 0       | 0       | 0       | 2            | 1            | 1            | 0            | 8            | 4            | 2      | 1      | 1      | 0      | 8      | 4      | +4  |
| Totale       | -     | 14      | 9       | 1       | 4       | 38      | 22      | 15           | 8            | 3            | 4            | 30           | 20           | 29     | 17     | 4      | 8      | 68     | 42     | +26 |